# Astma
Ástma ali nadúha (grško-άσθμα) je kronična bolezen dihal; stalno vnetje dihalnih kanalov (bronhijev) vpliva na pretok zraka v pljuča in iz njih ter s tem povzroča oteženo dihanje.
Ko alergeni ali zgolj iritatorji pridejo v stik z vnetimi bronhiji, se ti zaradi prekomerne imunske reakcije še bolj zožijo, stisnejo in s tem močno otežijo dihanje. Če sindrom napreduje, pride do astmatičnega napada. Izločanje sluzi na stenah bronhijev se močno poveča; dihanje je skoraj nemogoče.
Astma sodi med obstruktivne pljučne bolezni in je med kroničnimi pljučnimi boleznimi najpogostejša, saj prizadene 15-17 % ljudi. Zdravila za astmo ni; da se pa blažiti simptome ter ob spremembi načina življenja živeti normalno življenje.

## Splošno
Po celem svetu je 300 milijonov obolelih za to kronično boleznijo. Javno zanimanje obstaja šele od nedavnega, ker sta se pogostost in tudi smrtnost v zadnjih desetletjih močno povečali. O vzrokih za nastanek si znanost ni jasna; najverjetneje gre za kombinacijo genetskih, razvojnih in okoljskih dejavnikov. Največ astme je še vedno dedno pogojene.
Za to kompleksno bolezen so značilni bronhialna hiperodzivnost (angleško bronchial hyperresponsiveness; kratica BHR), neprestana vnetja dihalnih poti in motnje teh. Bolnik sope, ima plitek vdih, občutek stisnjenosti v prsih in možno kašlja ob stiku z alergeni, mrzlim zrakom, po telovadbi ali ob intenzivnih čustvih. Zdravila, kot rečeno ni, simptome pa se blaži z zdravili (z inhalacijo ali kot tablete), predvsem pa pomaga sprememba življenjskega stila.

## Simptomi
Glavni simptom je sopenje zaradi motenosti dihalnih kanalov. Lahko je prisoten tudi kašelj, z izmečkom ali brez. Simptomi se kažejo zelo neredno in jih po navadi sprožijo alergeni oz. drugi iritatorji. V hujših primerih so simptomi močnejši ponoči in ob zbujanju. Pri starejših astmo velikokrat spremlja refluks želočne kisline.
Drugi znaki astme so sopenje, hlastanje za znakom, daljše izdihovanje kot vdihovanje, vsrkavanje tkiva med rebri in nad grodnico ter ključnicama, pretirano napihovanje prsnega koša in bronhijev (s stetoskopom se sliši kot sopenje). Med hudim napadom astme se koža obarva modro, bolnik čuti bolečino v prsnem košu, sapnik mu stisne in zato ne more dihati (kot bi te nekdo davil), nakar lahko tudi izgubi zavest. Med napadi pa nekateri bolniki tudi ne kažejo nobenih znakov.

## Diagnoza
Večinoma diagnozo postavi osebni zdravnik, na osnovi tipičnih simptomov in znakov. Na testu pulmonarnih (pljučnih) sposobnosti (po telovadbi ali vdihovanju histamina oz. metaholina) rezultat hitro pade in se potem močno izboljša po vdihu bronhodilatornih zdravil.
Mnogi astmatiki imajo alergije; pozitivni alergijski testi še nadalje podpirajo diagnozo astme in lahko pomagajo pri ugotavljanju sprožilcev napada. Nadalje so zlasti pri starejših bolnikih odkriti gastoezogagealni refluks želodčne kisline in motnje imunskega sistema (npr. atopični dermatitis).

## Patologija

### Mehanizmi
Stik s sprožilnim antigenom ali senzibilizacija (povečanje občutljivosti) povečata možnost za astmatski fenotip. Po vstopu antigena v dihalne ga z encimi takoj začno razkrajati celice APC (antigen presenting cells, npr. dendritske celice). Na površje tega peptida se veže molekula PHK (poglavitni histokompatibilnostni kompleks) razreda II in počaka na obrambno T celico s specifičnim receptorjem za PHK II peptid. Po odkritju antigena in primernem kostimulacijskem signalu se celica T poočnik 0 (Th0) aktivira in se začne diferencirati. Pod vplivod interleukina (IL) 12 postane celica T pomočnik tipa 1 (Th1), po vplivom interleukina 4 pa T pomočnik tipa 2 (Th2). Th1 pomočniki v glavnem izloćajo IL2, interferon (IFN) γ in tumor-nekrozni-faktor TNF β, Th2 pa izločajo granulocite kolonija-makrofagov-stimulirajoči-faktor (GM-CSF), IL4, IL5, IL6, IL9, IL10 in IL13. Od teh IL4 ojači sintezo IgE ob pomoči antigensko stimuliranih B limfocitov (ki so površinski receptorji za antigen). Za antigen značilna protitelesa se vežejo na receptor FCεRI stebrnih (mast) in dendritičnih celic v epitelu dihalnega tkiva.
Zaporedna okužba celic v epitelu dihalnega tkiva z istim antigenom začne fazo akutne reakcije. Stebrne celice se degranulirajo, kar povzroči izločanje vazoaktivnih mediatorjev (histamin), poveča sintezo prostaglandinov in levkotrienov, ter poveča transkripcijo citokinov. Bronhialna sluz se namnoži mišičnega krčenja in kemostatičnih vpliv drugih imunskih celic.
Pozno fazo zaznamuje množica vnetih in imunskih celic v naslednjih urah. Te celice, zlasti eosinofili, izločajo serije citokinov, leukotrienov in polipeptidov, kar vse povzroči hiperodzivnost, izloćanju sluzi, omeritev delovanja bronhijev in podaljša vnetje.
Napad ima sledeče posledice:
- vdor limfocitov v bronhialno sluz zaradi omejene dihalne poti
- otečena bronhialna sluz
- odebeljevanje mehke bronhialne mišice
- povečano število eosinifilnih granolocitov
- zamaške s sluzi
- in seveda motnje dihalne poti

### Patogeneza(pojav in razvoj bolezni)
- Glavni problem je imunska reakcija: mladi otroci v začetnih stanjih astme imajo prepogosto vnetja v dihalnih poteh (bronhitis ...)
- Epidemiološko gledano je astme po svetu vedno več; bolj pogosta je v bogatih deželah, in znotraj teh v bogatejših družbenih slojih
- Ena teorija pravi, da astmo povzročajo dobre higienske razmere: če dojenček kmalu po rojstvu pride v stik z bakterijami, se takoj aktivirajo limfociti Th1 (imunska obramba proti bakterijskim okužbam). Če bakterij ni dovolj (bogate hiše so čiste hiše), se lahko razvijejo astma ali druge alergije. Ta tako imenovana »higienska hipoteza« bi lahko razložila porast astme v bogatejših predelih sveta.
- Druga, podobna teorija opisuje vpliv dela imunskega sistema, ki skrbi za obrambo pred zajedavci (npr. črevesnimi). Celice Th2 in eozinofilne celice, ki človeka ščitijo pred zajedavci, so hkrati odgovorne za alergijske reakcije. V zahodnem svetu je takih zajedavcev malo, zato naj bi bil imunski odziv na alergene toliko močnejši.
- Tretja teorija krivi za širjenje astme vse večje onesnaženje zraka. Za določene industrijske kemikalije je sicer dokazano, da lahko povzročijo akutne napade astme, ni pa dokazano, da bi bile vzrok za njen razvoj. Hkrati je v zahodni Evropi koncentracija večine onesnaževalcev zraka pomembno padla, medtem ko se razširjenost astme povečuje.
- Značilni sprožilci astme so:
  - vdihnjeni alergeni (hišna prašna mušica, žuželke, spore teh živali in kožne celice domačih živali)
  - mrzel zrak
  - telovadba
  - okužbe dihal
  - čustveni stres
  - aspirin in podobna zdravila
  - hiperventilacija - pomeni krčevito dihanje, po navadi s prsnim košem in skozi usta

## Zdravljenje

### Simptomatično zdravljenje (ob napadih)
Ob lažjih simptomih (sopenje in zadihanost) pomaga vdihovanje kortikosteroidov ali bronhodilatorjev, ki sproščajo gladke mišice v stenah dihalnih poti (bronhijev). Pri hujših napadih je treba z inhaliranjem, oralno ali intravenozno vzeti steroide, ki zavrejo vnetja in zmanjšajo oteklost zunanjih sten dihalnih poti.
- bronhodilatorji (po navadi z inhaliranjem)
  - kratkotrajni izbirni agonisti za beta2-adrenoreceptor (terbutalin, včasih albuterol (salbutamol))
  - antimuskariniki (včasih ipraptropium, oxitropium)
  - starejša zdravila z manj izbirnim učinkom na adrenoreceptorje (epinoferin z inhaliranjem ali kot tablete, oba sta na voljo brez recepta v ZDA pod imenom Primatene)
- Sistemski steroidi (ex. prednizon, prednizolon, deksametazon)
- Kisik, ker ga po ekstremnih napadih astme v telesu primanjkuje
- Če astmo spremlja refluks želočne kisline (GERD), je treba zdraviti tudi tega, sicer bo ponovno povzročil vnetja bronhijev
- Antihistaminiki za zdravljenje spremljajočih alergij

Med bronhodilatorje spadajo kortikosteroidna protivnetna zdravila.So hormonska zdravila in lahko privedejo do osteopenije.

### Preprečevanje
Identificirati je treba sprožilce - npr. domače živali ali aspirin, in omejiti njihov vpliv. Bolnikom s pogostimi simptomi se priporoča redno jemanje preventivnih zdravil. Nabolj učinkovita od teh so steroidi za inhaliranje.
- kortikosteroidi (flutikazon, budezonid, beklometazon, mometazon)
- dolgodelujoči antagonisti na beta2-adrenoreceptorjih (npr. salmeterol, formoterol)
- Levkotrien spreminjevalec (montelukast, zafirlukast)
- Stabilizatorji mastocitov

Nemedicinski preventivni ukrepi:
- Redna telovadba
- Vegetarijanska prehrana[navedi vir]
- Izogibanje hiperventilaciji - to pomeni sproščeno dihanje s trebušno prepono, skozi nos, podnevi in ponoči